# 4-아미노페놀
4-아미노페놀(영어: 4-aminophenol)은 화학식이 C6H7NO인 유기 화합물이다. 4-아미노페놀은 전형적으로 흰색 분말로 이용 가능하며, 로디날(Rodinal)이라는 이름으로 시판되는 흑백 필름의 현상액으로 일반적으로 사용되었다.
약간의 친수성을 나타내는 4-아미노페놀 흰색 분말은 알코올에 적당히 용해되며, 뜨거운 물에서 재결정화될 수 있다. 염기의 존재 하에서 4-아미노페놀은 쉽게 산화된다. 4-아미노페놀의 메틸화된 유도체인 N-메틸아미노페놀 및 N,N-다이메틸아미노페놀은 상업적 가치가 있다.
4-아미노페놀은 아미노페놀의 3가지 이성질체들 중 하나이며, 다른 2자리는 2-아미노페놀 및 3-아미노페놀이다.

## 제조

### 페놀로부터
4-아미노페놀은 나이트로화에 이은 철에 의한 환원에 의해 페놀로부터 생성된다. 대안적으로 나이트로벤젠의 부분 수소화는 페닐하이드록실아민을 생성하며, 페닐하이드록실아민은 주로 4-아미노페놀로 재배열된다.
C6H5NO2  +  2 H2   →  C6H5NHOH  +  H2O
C6H5NHOH   →  HOC6H4NH2

### 나이트로벤젠으로부터
4-아미노페놀은 페닐하이드록실아민으로의 전환에 의해 나이트로벤젠으로부터 제조될 수 있으며, 페닐하이드록실아민은 4-아미노페놀로 자발적으로 재배열된다.

## 용도
4-아미노페놀은 유기화학에서 사용되는 빌딩 블록이다. 두드러지게 4-아미노페놀은 아세트아미노펜의 산업적 합성에서 최종 중간생성물이다. 4-아미노페놀은 아세트산무수물로 처리하면 다음과 같이 아세트아미노펜이 생성된다.
|  |

## 같이 보기
- 아미노페놀
- 2-아미노페놀
- 3-아미노페놀
- 벤즈옥사졸